# Wälder im Vorland der südlichen Frankenalb
Wälder im Vorland der südlichen Frankenalb este o arie protejată (arie de protecție specială avifaunistică — SPA) din Germania întinsă pe o suprafață de 2.848,35 ha, integral pe uscat.

## Localizare
Centrul sitului Wälder im Vorland der südlichen Frankenalb este situat la coordonatele 49°09′18″N 11°06′45″E / 49.155°N 11.1125°E.

## Înființare
Situl Wälder im Vorland der südlichen Frankenalb a fost declarat arie de protecție specială avifaunistică în septembrie 2006 pentru a proteja 15 specii de animale.

## Biodiversitate
Situată în ecoregiunea continentală, aria protejată nu include niciun habitat protejat.
La baza desemnării sitului se află mai multe specii protejate de  păsări (15): minunița (Aegolius funereus), pescăruș albastru (Alcedo atthis), cocoșul de mesteacăn (Bonasa bonasia), caprimulg (Caprimulgus europaeus), porumbel de scorbură (Columba oenas), ciocănitoarea de stejar (Dendrocopos medius), ciocănitoare neagră (Dryocopus martius), șoimul rândunelelor (Falco subbuteo), ciuvică (Glaucidium passerinum), sfrâncioc roșiatic (Lanius collurio), ciocârlie de pădure (Lullula arborea), gaia roșie (Milvus milvus), grangur (Oriolus oriolus), viespar (Pernis apivorus), ciocănitoare verzuie (Picus canus)